# Aspilota insularis
Aspilota insularis är en stekelart som beskrevs av Fischer 1969. Aspilota insularis ingår i släktet Aspilota och familjen bracksteklar. Inga underarter finns listade.